# Kuntz Memorial Soccer Stadium
O Kuntz Memorial Soccer Stadium é um estádio de futebol localizado em Indianápolis. É o local da final do IHSAA State Soccer. Ele contém dois campos de jogo regulamentados pela FIFA e acomoda 5.257 pessoas. Vários jogos do campeonato foram disputados nesta instalação. Foi o local do torneio de futebol dos Jogos Pan-americanos de 1987 e de três finais do National Challenge Cup . A seleção masculina de futebol dos Estados Unidos jogou três partidas aqui entre 1987 e 1988.
O FC Indiana manada seus jogos no estádio.